# Guasa
Guasa ist ein spanischer Ort in den Pyrenäen in der Provinz Huesca der Autonomen Gemeinschaft Aragonien. Guasa ist ein östlich gelegener Ortsteil der Gemeinde Jaca. Das Dorf mit 75 Einwohnern im Jahr 2015 liegt auf 850 Meter Höhe.

## Weblinks

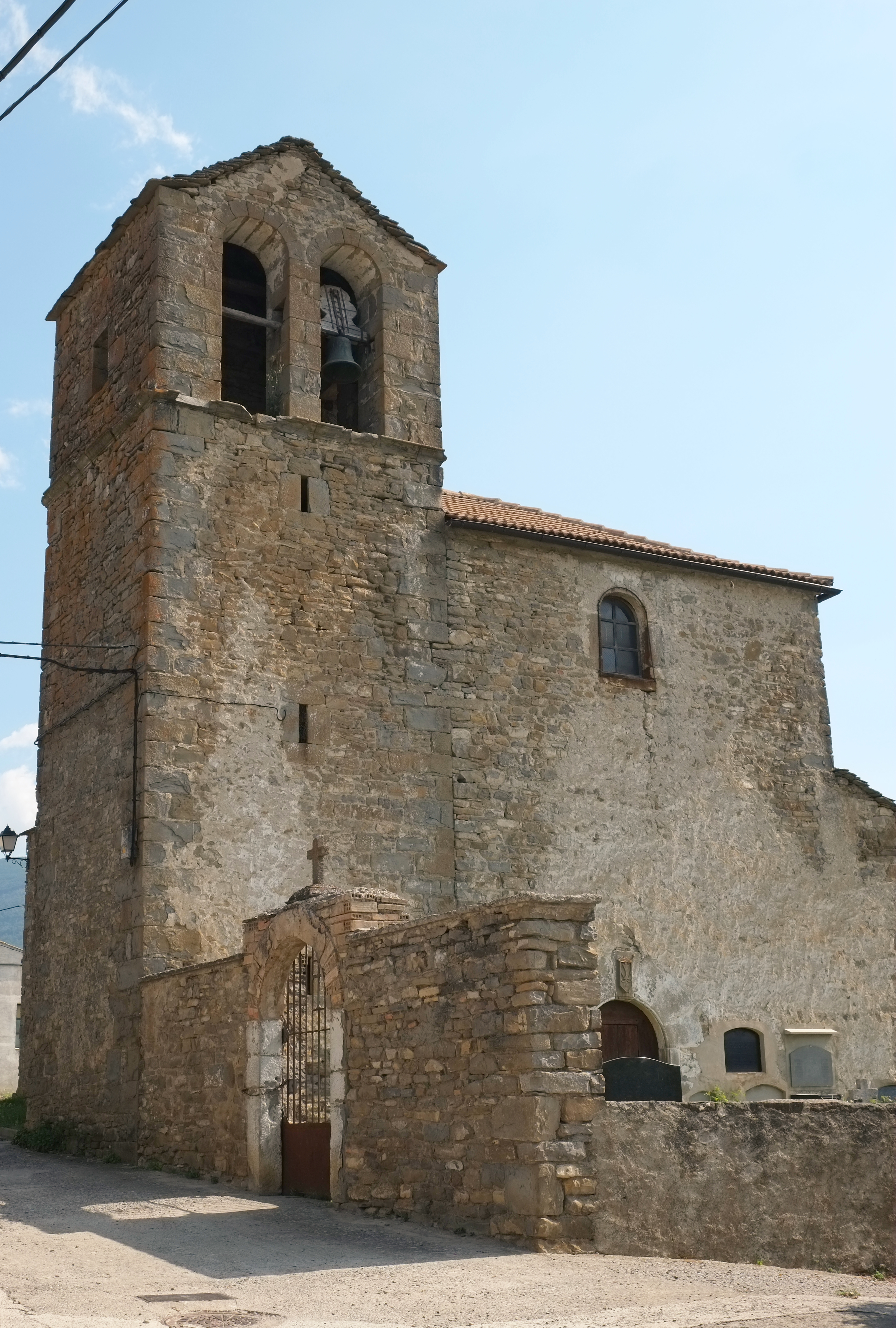
Kirche in Guasa